# Curtiss Export Hawk
Curtiss Export Hawk II − eksportowa wersja samolotu Curtiss F11C Goshawk. Eksportowany do wielu krajów świata, m.in. Boliwii, Kolumbii, Tajlandii czy Turcji.
Dwa samoloty były prezentem Hermanna Göringa dla niemieckiego asa lotnictwa Ernsta Udeta za wstąpienie do NSDAP w 1933 i były wykorzystane do pokazów z okazji Letnich Igrzysk Olimpijskich w 1936 roku w Berlinie. Maszyna przyczyniła się do powstania i rozwoju bombowców nurkujących, których Udet był zagorzałym zwolennikiem. Jedyny wyremontowany samolot o oznaczeniu D-IRIK znajduje się w Muzeum Lotnictwa Polskiego w Krakowie.